# Dòng La San
Dòng La San (hay Dòng Lasan, Dòng Sư huynh La San; hay còn gọi là Dòng Anh Em Trường Kitô, tiếng Pháp Frères des Ecoles Chretiennes, tiếng Anh Institute of the Brothers of the Christian Schools, tiếng Latin "Fratres Scholarum Christianarum"nên viết tắt là FSC, dịch sát nghĩa là "Dòng Sư huynh các trường Công giáo" nhưng thường gọi là Dòng Sư huynh trường Thiện giáo) là một dòng tu Công giáo Rôma với nhiệm vụ giáo dục là chủ yếu, đặc biệt là giáo dục cho trẻ em nghèo. Hệ thống các trường học thuộc dòng này có chất lượng giáo dục tốt nổi tiếng trên thế giới.
Tên dòng La San được viết từ tên vị sáng lập dòng là thánh Gioan La San (Jean-Baptiste de La Salle). Các tu sĩ dòng La San được gọi là sư huynh, ở Việt Nam nhiều người vẫn gọi các Sư huynh là Frère vì họ tuy khấn dòng nhưng không phải là linh mục. Dòng La San được thành lập năm 1680.

## Lịch sử dòng
Dòng La San do thánh Jean-Baptiste de la Salle (tiếng Việt quen gọi là Gioan La San) thành lập.
Ông có ý tưởng lập trường nghĩa thục dạy miễn phí cho trẻ em nghèo nên bèn quy tụ một số bạn đồng ý chí để thành lập những trường như vậy, với tâm nguyện mọi người vừa điều khiển trường, vừa dạy học, vừa sống luôn trong cộng đồng của các em học sinh. Các tu sĩ của dòng La San tuy cũng có khấn dòng, nhưng họ không lãnh nhận Bí tích Truyền chức Thánh nên họ không phải là linh mục. Dòng La San là dòng tu nam đầu tiên của giáo hội Công giáo không có linh mục.
Dòng La San được cho là tổ chức đầu tiên trên thế giới áp dụng những phương pháp sư phạm hiện đại. Thí dụ, ngay từ thời sơ khai, Gioan La San đã có khái niệm đặt lợi ích học sinh lên trên hết, và cấm thầy giáo không phạt học sinh bằng cách đánh đập.
Gioan La San mất vào Thứ sáu Tuần Thánh ngày 7 tháng 4 năm 1719 tại Saint-Yon, Rouen. Sáu năm sau, vào tháng 1 năm 1725, Giáo hoàng Biển Đức XIII đã chính thức công nhận Dòng La San. Ngày 19 tháng 2 năm 1888, Gioan La San được phong chân phước, và được phong hiển thánh vào ngày 24 tháng 5, năm 1900. Năm 1950, Giáo hội Công giáo nhìn nhận Gioan La San là quan thầy các nhà giáo dục Công giáo.
Ngày nay dòng La San có mặt tại hơn 80 quốc gia trên thế giới, kể cả các nước phát triển và các nước đang phát triển. Tông số Sư huynh trên thế giới hiện nay khoảng 4500.
Sư huynh Tổng Quyền đương nhiệm (2014 - 2021) là Sư huynh Robert Schieler.

## Một số đại học dòng La San trên thế giới
- De La Salle University, Manado, Indonesia
- Christian Brothers University, Memphis, Tennessee, Hoa Kỳ
- Đại Học De La Salle University-Manila, Manila, Philippines
- Đại Học Saint Benilde, Manila, Philippines
- Manhattan College, New York, Hoa Kỳ
- St. Joseph College, Hong Kong
- College of Santa Fe, Santa Fe, New Mexico, Hoa Kỳ

## Các Thánh dòng La San
- Jean-Baptiste de la Salle (Gioan La San)
- Bénilde Romançon
- Mutien-Marie Wiaux
- Miguel Febres Cordero
- Jaime Hilario